# Seeing Eye Dog
Seeing Eye Dog è il settimo album in studio del gruppo musicale alternative metal statunitense Helmet, pubblicato nel 2010.

## Tracce
1. So Long – 3:12
2. Seeing Eye Dog – 4:03
3. Welcome to Algiers – 4:21
4. LA Water – 4:09
5. In Person – 3:06
6. Morphing – 3:17
7. White City – 3:25
8. And Your Bird Can Sing (The Beatles cover) – 2:14
9. Miserable – 3:24
10. She's Lost – 6:30

## Formazione
- Page Hamilton - chitarra, voce
- Dan Beeman - chitarra
- Chris Traynor - basso
- Kyle Stevenson - batteria